# Moraea radians
Moraea radians là một loài thực vật có hoa trong họ Diên vĩ. Loài này được (Goldblatt) Goldblatt miêu tả khoa học đầu tiên năm 1998.